# 御大典紀念大屯山公園
御大典紀念大屯山公園為台灣日治時期的一個大型公園計畫，範圍涵蓋大屯山周圍的草山、北投、金山和淡水地區。此計畫始於1929年，然後計畫後來即中止，只完成了部分設施；但其後來成為在1937年所設立大屯國立公園的基礎。

## 介紹

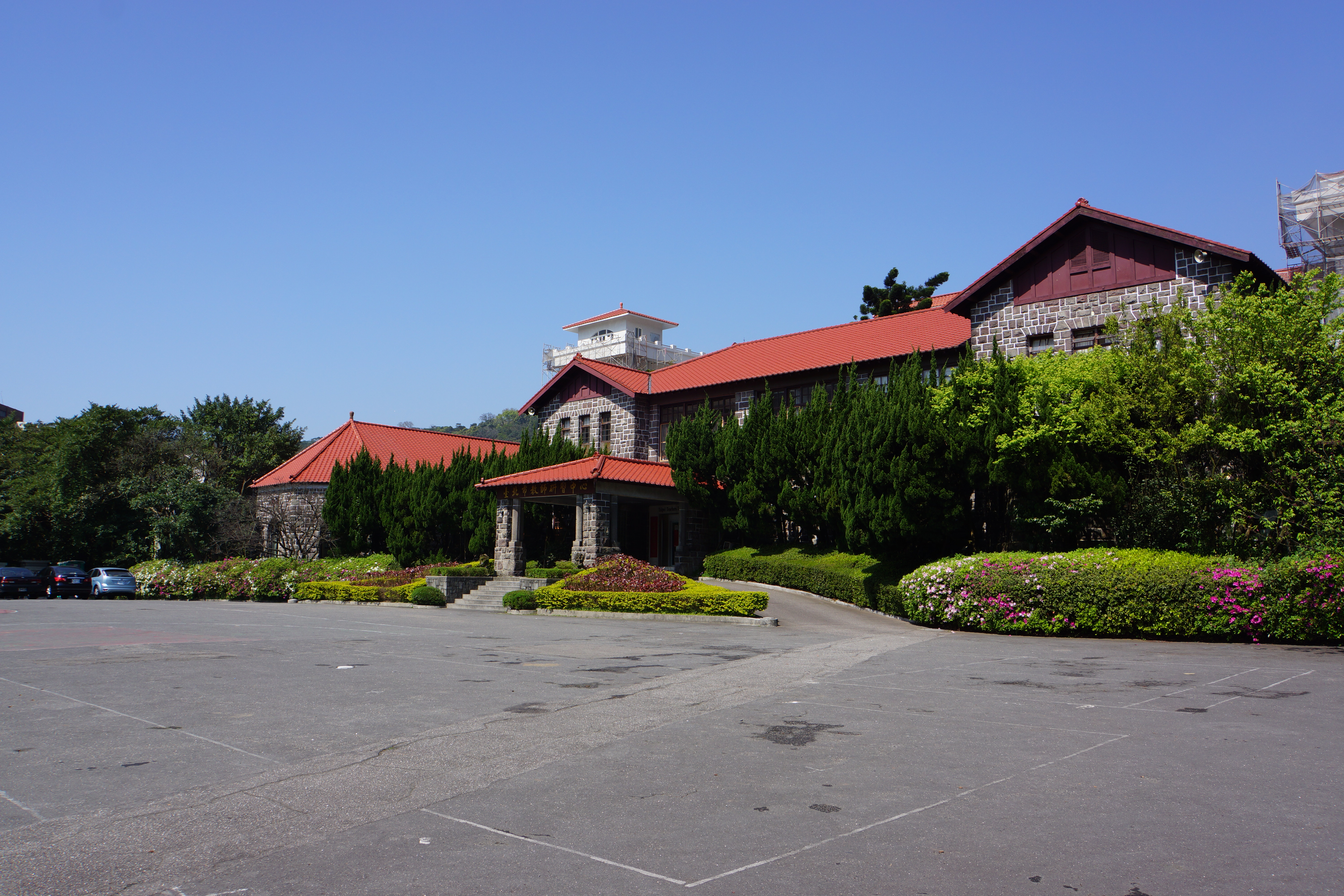
草山眾樂園 (台北市教師研習中心)

臺北州廳為了慶處裕仁皇太子在1928年11月舉行的御大典即位，計畫了「御大典紀念大屯山公園計畫」，為了調查相關的設施資源，委請有日本公園之父稱號的日本國立公園協會會長本多靜六來台進行草山地區的景觀調查，並完成了《御大典紀念大屯山公園設計概要》，預計將大屯山周圍的草山、北投、金山和淡水的景點包含溫泉、遊園地、海水浴場串聯，打造促進國民健康的迴遊式天然公園。，計畫自1929年起的五年間，以每年預算5萬圓的35萬元總預算執行。其在預算提出當時還提到，即使此公園計畫後來中止，至少能充實北投公園附近的設施。在第一期計畫之後，尚有第二期與第三期；然而此計畫最終在1930年完成了草山眾樂園和竹子湖休憩所後則停擺。本多靜六的計畫偏向公園的開發利用，而主導台灣的國立公園發展的田村剛則是偏重公園土地的保育，加上考量當時日本緊迫的國際和財政情勢以及台灣的交通不便，於是後來轉變為設立大屯國家公園（陽明山國家公園前身）。

## 第一期計畫

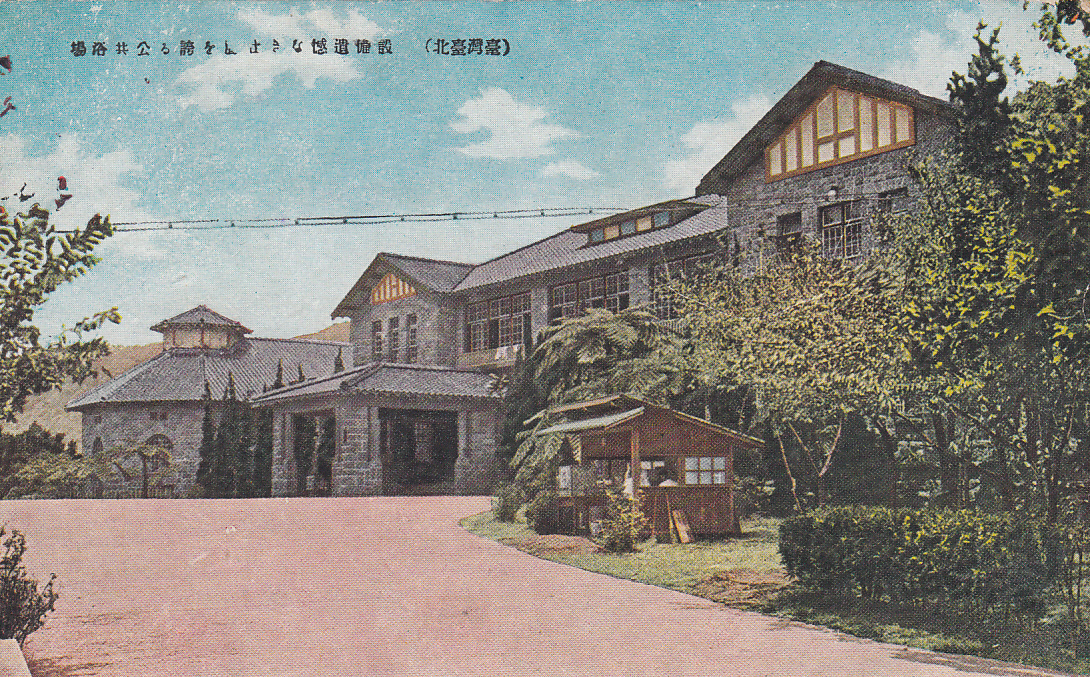
日治時期的草山眾樂園

御大典紀念大屯山公園的第一期計畫以草山為中心，開發紗帽山、竹子湖、大庄平的設施和設置公園道路，在1928年4月即計畫了《草山遊園地設計圖及附近預定地計畫圖》，著重草山一帶的開發。草山的設施為新的公共浴場草山眾樂園，以及周圍道路串連，並在草山郵便局附近設置花園、網球場、弓道場等設施。大庄平位於草山溫泉與竹子湖之間的臺地，約有七萬坪的草地，計畫將一部分作為高爾夫球場，並種植松樹和櫻花等樹木。在紗帽山周邊，計畫設置登山道路與山頂上的休憩所。位於竹子湖的設施，則是改善當時農業倉庫和警察派出所附近的景觀，種植杜鵑、櫻花等植物，並興建簡易的休憩所。在溫泉資源方面，調查草山、竹子湖（含大庄）、北投（含頂北投）、金山和礁溪的溫泉，改善其溫泉設施，以及調查可使用的陸軍用地。在公園道路方面，計畫修建台北至淡水、士林至草山、草山至北投、草山至竹子湖、草山至金山、金山至淡水、臺北至礁溪、宜蘭至礁溪的各道路。其主要為汽車道路，軌道或纜車等設施的設置則有待臺北州廳的計畫。